# Fedra (Cabanel)

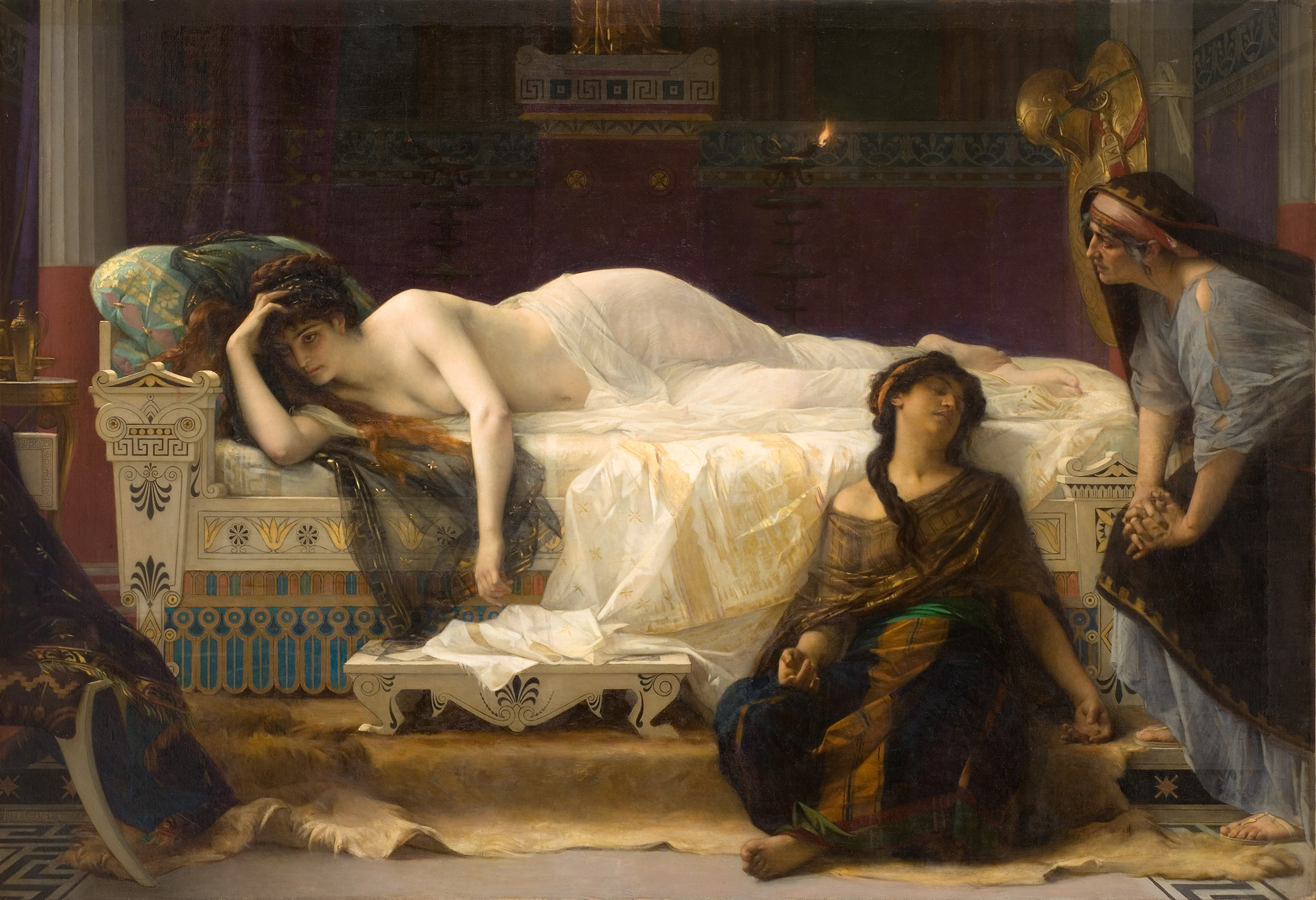
Alexandre Cabanel, Phaedra, 1880. Óeo sobre tela, 194 x 286 cm. Musée Fabre, Montpellier.

Fedra es una obra de Alexandre Cabanel, un pintor académico francés que trabajó desde la década de 1840 hasta su muerte en 1889. Esta obra se exhibió en el Salón de 1880 y posteriormente fue donada por Cabanel al Musée Fabre, ubicado en su ciudad natal de Montpellier, Francia. . Fedra es una gran pintura al óleo de un tema clásico de la literatura, que se puede atribuir a los estudios de Cabanel en la École des Beaux-Arts de París. A medida que se desarrollaba la carrera de pintura de Cabanel, amplió su estilo para preservar la Academia Francesa mientras apelaba a sus intereses personales en la literatura, a menudo representando nuevas perspectivas en contradicción con la tradición. La pintura de Fedra de Alexandre Cabanel ejemplifica su inclinación hacia las pinturas académicas de heroínas teatrales en referencia a los acontecimientos sociales de la Francia de finales del siglo XIX. La pintura muestra a Fedra tendida de costado en una cama lujosamente decorada, con un brazo para sostener su cabeza y el otro colgando del borde tocando las costosas telas. Ella mira por el lado izquierdo del plano de la imagen, su rostro oscuro y firme, mientras su cabello despeinado está extendido sobre la almohada decorada. Su pálido cuerpo desnudo cubierto por una sábana blanca transparente contrasta con los tonos rojo, negro y dorado a su alrededor. Dos damas de honor están a la derecha. Una está de pie, pero ligeramente agachado y activo. Su cuerpo está medio fuera del plano de la imagen mientras mira a Freda, con las manos entrelazadas como si implorara en silencio a la mujer que se moviera. La segunda dama se sienta junto a la cama de Freda durmiendo, con los ojos cerrados, la cabeza inclinada hacia atrás, como si descansara del agotamiento de alguna emoción intensa. Las lujosas telas de la cama están esparcidas y deslizándose, como si la cama no se hubiera hecho por un tiempo. En el suelo hay una costosa alfombra de piel, cuyos tonos dorados recuerdan el escudo, el yelmo y la espada atados a una columna frente a la cama de Freda. El mobiliario y la arquitectura están adornados con diseños orientales, creando un aspecto extranjero de dramatismo y riqueza. La fuente de luz de la pintura proviene del exterior del plano de la imagen a la izquierda, en contraste con la linterna tenuemente iluminada del fondo.

## Técnica
Cabanel utilizó la técnica de la pintura al óleo, que crea una luminosidad afín a la riqueza y lujo del sujeto, debido a la cualidad brillante del medio. Esto también le da a la obra una mayor sensación de profundidad, ya que las finas capas de pintura proporcionan efectos visuales sorprendentes a los colores claros y oscuros que contrastan en la escena.
El tamaño de la pintura, un poco más de 1,82 por 2,74 metros, es congruente con una pintura de historia tradicional, o una obra que representa un evento histórico en tamaño monumental para transmitir la importancia y la influencia de ese momento. Este tipo de pintura fue muy usado y venerado por el grupo tradicional de pintores académicos, del que formaba parte Cabanel. Sin embargo, en la época de Cabanel, también se emplearon temas de la literatura y la mitología para este tipo de pintura, como se ejemplifica en Fedra. Por lo tanto, Cabanel, en consonancia con su tiempo, toma un elemento del estilo tradicional y lo aplica a un tema inteligente alternativo.

## Tema
El tema de la obra fue provocado por la afiliación de Cabanel con la literatura, un enamoramiento que comenzó con la École des Beaux-Arts de París. Cabanel pasó un tiempo en la escuela como alumno y profesor, donde estuvo expuesto a obras clásicas de la literatura, así como a importantes escritores franceses de los siglos pasados. Cabanel habría estudiado el Hipólito de Eurípides, escrito en 429 a. C., una obra que detalla el amor de Fedra y la traición de su hijastro, Hipólito, quien niega el amor de su madrastra. En su dolor, Fedra se ahorca, pero deja una especie de nota de suicidio llamando a Hipólito su seductor. Teseo, su esposo, destierra y finalmente mata a su hijo, aunque se revela la verdad y su relación se reconcilia antes de que Hipólito finalmente muera. Sin embargo, una versión más reciente del tema había sido escrita por Racine en 1677, y fue interpretada y celebrada durante la vida de Cabanel. Sylvain Amic sugiere que, debido a la atención contemporánea a la obra, Cabanel probablemente estaba tratando de revivir el interés por la antigüedad entre el arte que progresaba rápidamente y que rechazaba los temas tradicionales. De hecho, la descripción de Fedra en el programa del Salón contenía un extracto de la obra clásica de Eurípides: “Consumida por el dolor del amor, Fedra se ha encerrado en su palacio. Un delicado velo cubre su cabeza. Este es el tercer día que pasa sin comer pues está decidida a terminar con su miserable existencia.” Esta referencia a la antigüedad era la manera de Cabanel de manifestar su propia inteligencia, mientras intentaba llegar a un grupo más grande con el recordatorio académico de la Los orígenes del tema en la antigüedad. Este extracto también sitúa a Fedra de Cabanel en un momento emocional y debilitado, mostrando la innovación del artista en contraste con las obras a menudo heroicas e instructivas de la Academia. Además, Cabanel tendía a progresar en sus obras según los gustos de la gente. Si bien se opuso a los modos de pintura antiacadémicos, Cabanel pudo aceptar ciertos cambios dentro del mundo de la pintura, intentando utilizar la progresión como una forma de hacer circular los pensamientos contemporáneos de regreso a los temas clásicos aceptados por la Academia. Phaedra puede entenderse como otra forma en que el artista trató de asimilar sus propios ideales artísticos con una era artística en desarrollo.

## Roma y la teatralidad
Esta obra transmite un cierto nivel de teatralidad, que definitivamente puede atribuirse a que la fuente principal de la obra es una obra de teatro, pero también al resultado del tiempo que Cabanel pasó pintando en Italia, lo que influyó en sus encargos de obras decorativas. Cabanel recibió el premio Prix de Rome por sus logros en la pintura de historia en 1845. Pasó los siguientes cinco años en Roma, absorbiendo las obras dramáticas del Renacimiento y el Barroco que impregnan la ciudad. A su regreso a París, Cabanel recibió el encargo de ayudar a decorar el Salon des Cariatides en el Hôtel de Ville. El trabajo final fue destruido, pero sus caricaturas muestran influencias de las figuras heroicas y reflexivas de Miguel Ángel del techo de la Capilla Sixtina, los filósofos y matemáticos introspectivos de la Escuela de Atenas de Rafael, y las composiciones teatrales y el movimiento de las decoraciones de la Galería Farnese de Annibale Carracci. Estos cartones son prueba del efecto que las obras romanas del pasado tuvieron en Cabanel. Las figuras heroicas están ausentes en Fedra, pero hay un aire de tensión y drama inquietantes que pueden atribuirse razonablemente a su influencia por parte de los maestros del Renacimiento y el Barroco.

### Elementos de sus obras pasadas
Cabanel incorpora varios elementos de sus obras anteriores en Fedra, a saber, la literatura dramática antes mencionada , el retrato y el desnudo femenino.

#### Retrato
Cabanel produjo muchas obras de retratos a lo largo de su carrera como pintor. Sus representaciones suaves y precisas de mujeres fueron muy populares entre las clases altas, estableciendo al artista como un recurso viable para bellas semejanzas. En su pintura Olivia Peyton Murray Cutting, Cabanel utilizó un fondo oscuro para enfatizar la piel clara de la mujer. Su vestido es brillante y adornado, arrugado donde la tela se encuentra con los muebles. Su silla y almohadas son lujosas y están decoradas, agregando un efecto lujoso. Todos estos elementos se pueden ver en Phaedra en el fondo oscuro que ilumina su cuerpo pálido, las telas deliciosas que brillan y ondulan, y el lujo opulento de los adornos de su dormitorio. Además, el modelo de Cabanel para la obra fue la esposa de un distinguido banquero, en alusión a la popularidad de sus técnicas de retrato.

#### El desnudo femenino
El desnudo femenino más famoso de Cabanel es su Nacimiento de Venus. Esta obra muestra un desnudo femenino reclinado con las manos sobre la cabeza, remontándose a la Bacanal de los andrios de Tiziano. Su pose sexualizada enfatiza la naturaleza erótica de Venus, mientras que sus piernas superpuestas sugieren una modestia suave. Si bien Phaedra no es abiertamente sexual, es un desnudo horizontal cuyo carácter se asocia con el amor lujurioso, mostrando una continuidad entre las obras pasadas de Cabanel y esta.

### Lo que pensaban los críticos
Cabanel alcanzó el apogeo de su popularidad cuando mostró el Nacimiento de Venus, recibiendo elogios de la crítica por su innovación y belleza, reconocible incluso por Napoleón III, quien compró la obra. Sin embargo, cuando pintó a Fedra, la admiración por su estilo había disminuido drásticamente. Los críticos calificaron el trabajo de mediocre y confuso. Esto probablemente se debió a la extraña mezcla del deseo de Cabanel de complacer al público mientras conservaba el estilo académico y agregaba una perspectiva personal y única. Los críticos académicos pensaron que la representación de Cabanel de la Fedra clásica en un estado débil no era adecuada y que su composición era aburrida, especialmente en contraste con el escenario lujoso. Los vanguardistas rechazaron por completo el estilo académico como parte de su lucha por la progresión artística. Además, su público era estrictamente académico o progresista, por lo que el estilo intermedio de Cabanel parecía plano y poco interesante para sus contemporáneos. Incluso después de su muerte en 1889, los críticos posteriores miraron con desdén las obras de Cabanel. Camille Mauclair en The Great French Painters describió otras obras de Cabanel del Salón de 1880 como "desagradables", "sin vida ni emoción" y "imágenes que no ocupan el lugar que les corresponde en el edificio". Sin embargo, una El público moderno puede ver la obra con una perspectiva diferente, sin estar atado por la Academia Francesa o la necesidad de pensar expresamente en términos de vanguardia. Fedra de Cabanel puede verse como la culminación de las prácticas y experiencias del artista fusionándose como una retrospectiva de su pasado, mientras lucha por mantener un punto de apoyo en un mundo artístico de ritmo acelerado. Ahora, la riqueza de la pintura puede apreciarse tal como surge de una mano experta, encontrando la belleza en lo “desagradable” y la emoción en lo mundano, afirmando, finalmente, un “lugar propio”.